# Дотцауэр, Фридрих
Юстус Иоганн Фридрих Дотцауэр (нем. Justus Johann Friedrich Dotzauer; 20 января 1783 года, Хезельрит под Хильдбургхаузеном — 6 марта 1860 года, Дрезден) — немецкий виолончелист, композитор и музыкальный педагог.

## Биография
Юстус Иоганн Фридрих Дотцауэр родился 20 января 1783 года в Хезельрите под Хильдбургхаузеном в семье церковного музыканта, с детства учился играть на множестве инструментов, в том числе у Иоганна Петера Хойшкеля. В итоге остановил свой выбор на виолончели.
В 1799—1801 гг. учился в Мейнингене у Иоганна Якоба Кригка, после чего получил место в Мейнингенской придворной капелле.
В 1806 г. отправился для совершенствования своего мастерства в Берлин, где занимался под руководством Бернхарда Ромберга. Затем некоторое время жил и работал в Лейпциге, играл в Оркестре Гевандхауза и в самом первом (с осени 1808 г.) составе Квартета Гевандхауза, под руководством Генриха Августа Маттеи.
В 1811 году поступил виолончелистом в Дрезденский придворный оркестр, в составе которого играл до выхода на пенсию в 1850 году, с 1821 года — солист, затем капельмейстер. Гастролировал по Германии и Нидерландам, оставил множество композиций для своего инструмента, а также иных камерных и симфонических сочинений, общим счётом до 200 произведений.
В основном, однако, Дотцауэр известен как педагог, автор нескольких популярных сборников упражнений — прежде всего, «Виолончельной школы» (нем. Violoncellschule, Op. 165, 1832), а также «18 этюдов нарастающей сложности» (фр. 18 exercices ďune difficulté progressive, Op. 120), «24 ежедневных упражнений для овладения виртуозностью» (нем. 24 täglichen Studien zur Erlangung der Virtuosität, Op. 155b), «Школы флажолетов» (нем. Schule des Flageolettton, Op. 147) и др. К ученикам Дотцауэра принадлежали Фридрих Август Куммер, Карл Шуберт, Карл Дрекслер и другие.
Юстус Иоганн Фридрих Дотцауэр умер 6 марта 1860 года в городе Дрездене.
Музыкантами стали и сыновья Дотцауэра — работавший в Гамбурге пианист Юстус Бернхард Фридрих Дотцауэр (1808—1874) и кассельский виолончелист, ученик своего отца Карл Людвиг Дотцауэр (1811—1897).